# 李燁然
李燁然（1583年—？年），字文若，號鶴汀，山東兗州府汶上縣人，明末政治人物。

## 生平
丙午山東鄉試第六名舉人，萬曆三十八年（1610年）庚戌科會試四十三名，第三甲第四十三名進士。戶部觀政，授陝西西安府蒲城縣知縣，四十年壬子本省同考，四十一年癸丑調繁長安縣，四十三年乙卯本省同考，四十四年丙辰行取，授戶部福建清吏司主事，四十六年戊午管驗糧廳。升户部福建司员外郎，天啓元年（1621年）七月与光禄寺少卿何喬遠主考山西乡试，升郎中，出为彰德府知府。

## 家族
曾祖李經；祖李賢，壽官；父李養質，贈文林郎長安縣知縣；母劉氏（封太孺人）；前母房氏。慈侍下。兄鄂然（庠生）。子李忱；李恪；李憽；李慥。